# Karel Rada
Karel Rada (* 2. března 1971) je bývalý český fotbalista. Nejčastěji během své kariéry nastupoval ve středu obrany. Od února 2017 do začátku prosince 2024 byl trenérem ženského týmu reprezentace České republiky.

## Klubová kariéra
S ligovým fotbalem začal v dresu Dukly Praha, za kterou odehrál 67 zápasů a dal 6 gólů, poté přestoupil do olomoucké Sigmy, kde si ho všimli i reprezentační trenéři. Za Olomouc nastoupil v 86 ligových utkáních a dal 14 branek. V roce 1997 se Rada přestoupil do tureckého klubu Trabzonspor, zde odehrál 41 zápasů a dal jeden gól. Po tomto působení se vrátil na rok a půl domů a hrál za Slavii Praha. Zde odehrál 56 utkání a vsítil dvě branky. Opět přestoupil do zahraničí – do bundesligového Eintrachtu Frankfurt, odehrál 31 ligových utkáních, dal jednu branku, ale zachránit klub od sestupu se mu nepodařilo.
Po jedné sezóně v druhé bundeslize se vrátil natrvalo do Česka, kde ve 109 zápasech, ve kterých dal 6 gólů, oblékal dres Teplic, které opustil až v roce 2006, kdy přestoupil do druholigových Bohemians 1905, se kterými postoupil do první ligy. Za Bohemians 1905 odehrál 27 ligových utkání. Po opětovném sestupu klubu do druhé ligy na jaře 2008 ukončil profesionální kariéru.

## Reprezentační kariéra
V A-mužstvu české reprezentace debutoval 13. prosince 1995 v přátelském utkání s Kuvajtem, který ČR vyhrála v Kuwait City 2:1. Trenér Dušan Uhrin jej nasadil do základní sestavy a Rada odehrál celé utkání.
Poté se stal nepostradatelnou součástí reprezentační obrany. Za reprezentaci odehrál celkem 43 zápasů a dal v nich 4 góly, všechny zaznamenal v přátelských střetnutích.

### Euro 1996
V roce 1996 byl členem českého reprezentačního výběru na Mistrovství Evropy v Anglii, kde mužstvo vybojovalo stříbrné medaile. V základní skupině se neobjevil ani v jednom ze 3 zápasů: s Německem (prohra 0:2), s Itálií (výhra 2:1) a s Ruskem (remíza 3:3). Ve čtvrtfinále proti Portugalsku rovněž nenastoupil (výhra 1:0).
Nastoupil v základní sestavě až v semifinále proti Francii (zápas skončil 0:0 po prodloužení) a přispěl v penaltovém rozstřelu proměněným pokutovým kopem k postupu do finále turnaje.
30. června 1996 nastoupil v základní sestavě českého týmu ve finále proti Německu a odehrál celý zápas. České reprezentaci se nepodařilo navázat na titul Československa z roku 1976 a souboj s Německem prohrála 1:2 po prodloužení zlatým gólem Olivera Bierhoffa.

### Euro 2000
Český tým se na Euro 2000 kvalifikoval deseti výhrami a v žebříčku FIFA se nacházel na druhém místě za Brazílií, přesto nepatřil k favoritům turnaje, octl se totiž v tzv. skupině smrti, kde se utkal s favorizovanými mužstvy Francie a Nizozemí a nevyzpytatelným Dánskem. V prvním zápase 11. června 2000 proti Nizozemí odehrál Karel Rada celé utkání, v jehož závěru Frank de Boer proměnil pokutový kop nařízený italským rozhodčím Pierluigim Collinou a ČR prohrála 0:1.
V dalším utkání 16. června s Francií Karel Rada strávil na hřišti rovněž plný počet minut, v 60. minutě vstřelil vítězný gól Francie na 2:1 Youri Djorkaeff a rozhodl tak o tom, že český tým nepostoupí do čtvrtfinále. Poslední utkání 21. června 2000 s Dánskem bylo střetnutím dvou týmů, které již neměly šanci postoupit, lépe je zvládl český celek s Karlem Radou v základní sestavě, když vyhrál 2:0.

### Reprezentační góly a zápasy
Góly Karla Rady v A-mužstvu české reprezentace 
| Gól | Datum        | Stadion         | Soupeř    | Skóre (min.) | Výsledek | Soutěž           | Gól         |
| --- | ------------ | --------------- | --------- | ------------ | -------- | ---------------- | ----------- |
| 010 | 026. 2. 1997 | Poděbrady       | Bělorusko | 02:10 (63.)  | 4:1      | přátelské utkání | padl ze hry |
| 02  | 026. 2. 1997 | Poděbrady       | Bělorusko | 03:10 (68.)  | 4:1      | přátelské utkání | padl ze hry |
| 03  | 012. 3. 1997 | Bazaly, Ostrava | Polsko    | 02:00 (64.)  | 2:1      | přátelské utkání | padl ze hry |
| 04  | 019. 8. 1998 | Letná, Praha    | Dánsko    | 01:00 (8.)   | 1:0      | přátelské utkání | padl ze hry |

Zápasy Karla Rady v A-mužstvu české reprezentace 
| Rok    | Zápasy | Góly |
| ------ | ------ | ---- |
| 1995   | 1      | 0    |
| 1996   | 6      | 0    |
| 1997   | 8      | 3    |
| 1998   | 8      | 1    |
| 1999   | 7      | 0    |
| 2000   | 11     | 0    |
| 2001   | 2      | 0    |
| Celkem | 43     | 4    |